# Jim Mellon
James Mellon, född i februari 1957, är en brittisk affärsman.

## Uppväxt
James Mellon föddes i februari 1957 i Edinburgh, Skottland. Hans far var diplomaten Sir James Mellon, som bland annat tjänstgjorde i Ghana och Danmark, samt som generalkonsul i New York. Familjen är avlägset släkt med Mellon-dynastin i Pittsburgh.
Han utbildades vid Ampleforth College och tog sedan en PPE-examen vid Oriel College, Oxford.

## Karriär
1979 började Mellon som trainee fondförvaltare på Griffin Thornton i Hongkong och San Francisco. 1984 grundade han Thornton Management med Richard Thornton, vilket gjorde honom till miljonär vid 28 års ålder.
1992 grundade han Regent Pacific tillsammans med Jayne Sutcliffe, med fokus på tillväxtmarknader. Deras stora genombrott kom i Ryssland när de köpte kuponger mot aktier för 2 milj USD och sålde dem vidare för 17 milj USD efter några veckor.
En avknoppning, Charlemagne Capital, noterades 2006 och gav Mellon en avkastning på cirka 55 milj GBP.
2005 grundade han uranbrytningsföretaget Uramin, som såldes till Areva för cirka 1,6 md GBP 2007.
Han är fortfarande icke-verkställande styrelseordförande i Regent Pacific, och innehar styrelseposter i flera andra bolag, bland annat FastForward Innovations Ltd, SalvaRx Group PLC, Burnbrae Group och Mann Bioinvest.

## Politik
Mellon var en framstående finansiell stödjare till David Cameron 2009 och en av de tidiga donatorerna till Brexitkampanjen, där han gav upp till 100 000 GBP. Efter folkomröstningen uttalade han att euron hade 1–5 års livslängd.
Hans kopplingar till ryska affärer har granskats, bland annat via Charlemagne Capitals investeringar i Alrosa.

## Publikationer
- Wake Up! Survive and Prosper in the Coming Economic Turmoil (2005)
- The Top 10 Investments for the Next 10 Years (2008)
- Top Ten Investments to Beat the Crunch! (2009)
- Cracking the Code (John Wiley, 2012)
- Fast Forward (2015)
- Juvenescence: Investing in the Age of Longevity (2017)[15]
- Moo's Law: An Investor’s Guide to the New Agrarian Revolution (2020)

## Privatliv
Mellon bor på Isle of Man. År 2000 var han öns största markägare.